# Escuela de Educación Física
La Escuela de Educación Física de la Universidad Nacional de Tucumán albergó en sus instalaciones de Avenida Benjamín Aráoz n.º 800 (San Miguel de Tucumán) un centro clandestino de detención operado por la V Brigada de Infantería del Ejército Argentino durante el terrorismo de Estado ejecutado por la dictadura autodenominada «Proceso de Reorganización Nacional» (bajo la conducción de la Junta Militar).
De acuerdo a testimonios, este CCD fue un lugar transitorio (es decir, desde allí los detenidos eran derivados a los lugares de reunión) y en el mismo permanecieron 250 personas.
Estaba encuadrado dentro del área n.º 321 (a cargo del RI 19), subzona n.º 32 (V Brigada), zona 3 (Cuerpo III, dependiente del Comando en Jefe del Ejército). Durante el funcionamiento del CCD la mencionada brigada del Ejército estuvo bajo el mando del general de brigada Antonio Domingo Bussi, en tanto que el III Cuerpo estaba bajo el mando del general de división Luciano Benjamín Menéndez. Ambos comandaban la represión en Tucumán, conformada por un gran circuito constituido por numerosos centros clandestinos de detención, tales como la Jefatura de Policía y la Compañía de Arsenales 5 «Miguel de Azcuénaga», entre otros.
En 2015 se instaló una señalización como sitio de la memoria, en cumplimiento de la Ley de Sitios de la Memoria (ley n.º 26 691).